# Abayubá
Abayubá —o Colón Sudeste-Abayubá— és un barri del nord de Montevideo, Uruguai. Rep el seu nom del cacic Abayubá, nebot de Zapicán, un dels líders dels pobles amerindis que vivien originalment a l'actual Uruguai.
La majoria dels carrers d'aquest barri tenen noms indígenes: Caracé, Guacziola o Siripó, entre d'altres. D'interès cal destacar la Casa de la Cultura.